# Muhadžer Talinovac
Talinoc i Muhaxherëve en albanais et Muhadžer Talinovac en serbe latin (en serbe cyrillique : Мухаџер Талиновац) est une localité du Kosovo située dans la commune/municipalité de Ferizaj/Uroševac, district de Ferizaj/Uroševac (Kosovo) ou district de Kosovo (Serbie). Selon le recensement kosovar de 2011, elle compte 1 961 habitants.

## Démographie

### Évolution historique de la population dans la localité
| 1948 | 1953 | 1961 | 1971 | 1981  | 1991  | 2011  |
| ---- | ---- | ---- | ---- | ----- | ----- | ----- |
| 613  | 648  | 652  | 878  | 1 133 | 1 294 | 1 961 |

|  |

### Répartition de la population par nationalités (2011)
En 2011, les Albanais représentaient 99,08 % de la population.